# Кент Конрад
Гейлорд Кент Конрад (англ. Gaylord Kent Conrad; 12 березня 1948, Бісмарк, Північна Дакота) — американський політик, сенатор Сполучених Штатів від штату Північна Дакота (1987–2013). Член Демократичної партії.

## Біографія
Народився у Бісмарку в сім'ї німецького походження, його прізвище — чеського. Конрад осиротів в ранньому віці і був вихований його бабусею і дідусем. Закінчив Phillips Exeter Academy і, що цікаво, він відвідав кілька класів середньої школи у Триполі, Лівія.
У 1971 році отримав ступінь бакалавра в Стенфордському університеті і ступінь MBA в Університеті Джорджа Вашингтона (1975). З 1981 по 1986 був податковим комісаром Північної Дакоти.
У квітні 2006 року був включений журналом Time до списку «10 найкращих сенаторів США».